# Crown Caps Soccer
Crown Caps Soccer  (en español: Fútbol chapas) es un videojuego creado en 2012 por Àlex Aubets Toneu para dispositivos Android. 

## Jugabilidad
En Crown Caps Soccer el jugador toma el control de un equipo de fútbol chapas formado por un portero y cuatro jugadores de campo. El objetivo del juego es el de anotar un determinado número de goles antes que el rival, el usuario dispondrá de tres movimientos por turno.
Los movimientos se realizan deslizando la chapa con el dedo, simulando así el lanzamiento de la misma.
Se puede jugar contra otro usuario en el mismo terminal, contra la CPU, y desde la versión 0.3 en línea contra otros jugadores.
Desde la versión 0.4 incluye el modo MyTeam, en el cual el usuario puede crear su propio equipo de fútbol chapas adquiriendo chapas con diferentes características y enfrentándolo a los MyTeam de los demás usuarios. Con este equipo el usuario puede participar en la liga en línea (de periodicidad mensual), en la que debe ir mejorando su equipo y su táctica para lograr llegar a la división más alta e intentar ser el campeón.
En la versión 1.0 se ha centrado el juego en la versión En línea, dejando la posibilidad de jugar contra la CPU para futuras versiones. Crear tu equipo, fichar jugadores, participar en diferentes competiciones (entre ellas una Liga Oficial mensual) e interactuar con la comunidad son algunas de las características de dicha versión en línea.

## Versiones
Crown Caps Soccer es completamente gratuito (contiene anuncios publicitarios no intrusivos) y actualmente se encuentra en fase beta.